# توم باتون
توم باتون (بالإنجليزية: Tom Patton)‏ هو لاعب كرة قاعدة أمريكي، ولد في 5 سبتمبر 1935 في هاني بروك في الولايات المتحدة.